# Austrian Business Aviation Association
Die Austrian Business Aviation Association (ABAA) ist eine Non-Profit-Organisation und ist der Fachverband für die im österreichischen Geschäftsflugverkehr tätigen Unternehmen. Die ABAA ist Mitglied des europäischen Verbandes European Business Aviation Association (EBAA).

## Geschichte
Der Verband wurde ursprünglich bereits 2010 von Caspar Einem und Martin Lener (CEO von Tyrolean Jet Services) als Austrian Business Aviation Association gegründet. Nachdem der Verband einige Zeit nicht mehr aktiv gewesen war, wurde dieser 2014 wieder aus dem Vereinsregister gelöscht. Im Dezember 2016 kam es zur neuerlichen Gründung des Verbandes. Die Gründer waren dabei wieder Martin Lener (CEO von Tyrolean Jet Services), Florian Samsinger (CEO von MAGNUM FBO), Irina Samsinger (Marketing Direktorin von MAGNUM FBO), sowie Darko Cvijetinovic (CEO von MJET). Bei der zweiten Gründung wurden die Vereinsstatuten insofern erweitert, dass nunmehr nicht mehr nur reine Flugunternehmen Mitglieder werden können, sondern alle in der Branche tätigen Unternehmen und Einzelpersonen.

## Aufgaben
Die Austrian Business Aviation Association ist ein professioneller Fachverband, dessen Aufgabe es ist, die Interessen und Anliegen der österreichischen Business Aviation (Geschäftsflugverkehr) im regulatorischen und wirtschaftlichen Umfeld in Österreich, in der Europäischen Union sowie auf internationaler Ebene zu vertreten.
Insbesondere fungiert die Austrian Business Aviation Association als Schnittstelle zu österreichischen Behörden, Regulierungseinrichtungen und sonstigen staatlichen Institutionen, um so in Gesetzgebungs- und Regulierungsverfahren gehört zu werden und dadurch die Interessen ihrer Mitglieder zu vertreten. 
Das Ziel der Austrian Business Aviation Association ist es, ein Umfeld zu erhalten, in dem die Geschäftsluftfahrt wachsen kann und praktikable Lösungen für alle Fragen der Geschäftsluftfahrt gefunden werden können. 